# ブリティッシュ・アンセムズ
ブリティッシュ・アンセムズ (British Anthems) は、不定期に開催される小・中規模の室内ロック・フェスティバル。

## 概要
2006年より新木場STUDIO COASTで第1回を開催した（第2回のみ名古屋・大阪でも開催）。開始当初は、イギリス出身であるということ以外、ラインナップのテーマが明確ではなかったが、現在ではイギリスの新人ロック・バンドの日本デビューとお披露目を兼ねた「ショウケース・ギグ」、もしくはブリティッシュ・ロックの中堅どころを集めたミニ・フェス的意味合いが強くなってきている。また、なぜかその名称とは裏腹に、日本、オーストラリアのアーティストも出演している。これは知名度の低いバンドだけでは集客力に不安をもつ主催者側と、これを機に洋楽 (UK) 志向のリスナーに、その存在をアピールしようという日本出演陣の所属する各レーベルとの、一致した思惑が反映していると思われる。オフィシャルロゴの黒にピンクという色づかいは、主催のHMVのイメージカラーでもある。
2016年現在、2010年の第9回を最後にフェスは休止中。

## 主な出演者

### 第1回
2006年1月21日 新木場STUDIO COAST
- スーパーグラス
- ザ・デッド 60s
- テスト・アイシクルズ

### 第2回
2006年12月16日 新木場STUDIO COAS/14日 名古屋ダイアモンドホール/15日 大阪IMPホール
- ジ・オーディナリー・ボーイズ
- ザ・ビュー
- サンシャイン・アンダーグラウンド
- くるり

### 第3回
2007年3月3日 新木場STUDIO COAST
- アイドルワイルド
- マキシモ・パーク
- ブルートーンズ
- ノイゼッツ
- the pillows
- ストレイテナー
- GREAT ADVENTURE

### 第4回
2007年12月9日 新木場STUDIO COAST
- ジ・エナミー
- ザ・ピペッツ
- monobright
- ブラッド・レッド・シューズ
- 木村カエラ

### 第5回
2008年3月1日 新木場STUDIO COAST
- ザ・ウォンバッツ
- ジーズ・ニュー・ピューリタンズ
- クイーンアドリーナ
- GRAPEVINE

### 第6回
2008年11月16日 新木場STUDIO COAST
- シャーラタンズ
- ライトスピード・チャンピオン
- ザ・トルバドールズ
- ザ・メトロス（出演中止）

### 第7回
2009年3月14日 新木場STUDIO COAST
- ザ・フラテリス
- ACIDMAN
- ヴァン・シー
- チーキー・チーキー・アンド・ザ・ノーズブリーズ

### 第8回
2009年12月6日 新木場STUDIO COAST
- ヴァセリンズ
- パトリック・ウルフ
- ジョニー・フォリナー
- ボンベイ・バイシクル・クラブ

### 第9回
2010年4月25日 新木場STUDIO COAST
- ステレオフォニックス
- TRICERATOPS
- マニ（プライマル・スクリーム）
- チャップマン・ファミリー